# 服部受弘
服部 受弘（はっとり つぐひろ、1920年〈大正12年〉1月23日 - 1991年〈平成3年〉12月5日）は、愛知県岡崎市出身のプロ野球選手（捕手、投手、内野手、外野手）・コーチ・二軍監督、解説者。

## 来歴・人物
岡崎中学校から日本大学を経て、1939年に名古屋軍へ捕手として入団。岡崎中へ入る前から名古屋軍に声を掛けられ、授業料も援助してもらっていた。岡崎中では1年から4年までが捕手で、5年になってから投手となった。プロのキャリアは捕手としてスタートしたが、当時の名古屋には名手の三浦敏一がいて、服部曰く「よく酒を飲みに連れていってくれたが、アドバイスはゼロ。ただ、ノートをつけているのを見て、自分もやってみようと。最後まで捕手としては三浦さんのほうが上。僕は打つほうで認められたんだと思います」と振り返っている。戦争の影響から用具が粗悪で、強く握っただけで凹んでしまうような粗悪ボールを使用していたことで打球が飛ばなかったが、それでも代打に立った服部は左翼席に放り込んだ。3年目の1941年に8本塁打で単独の本塁打王に輝くが、この年は怪力で鳴らした神主打法の岩本義行（南海）が7本塁打、川上哲治（巨人）は4本塁打で、中日はチーム全体でも13本塁打であった。強打の捕手として活躍したが、1942年から応召。兵役では桜田門から半蔵門にかけての警備を担当し、戦後は「そのままいると皇居を警備する警官にさせられる」という噂が流れ、あわてて逃げ出した。その後は夫人の実家がある大阪へ移り、戦後は一時阪急に籍を置く。2ヶ月ほど給料をもらって練習していたが、戦時中から私財を投じてチームを支えてきた赤嶺昌志代表に連れ戻され、1946年に中部日本軍へ復帰。竹内愛一監督は投手に転向させようと考えていたが、復帰後も捕手としてプレー。しかし、6月に服部は捕邪飛をスタンドに入ると思って追わなかったことで「もうキャッチャーはせんでいい」と一喝。服部の姿がマウンドにあったのは、その10日後のことであった。初登板初勝利、そのままシーズン14勝をマーク。捕手の時から変わらないコンパクトなフォームがクイックのような効果を呼び、打者のタイミングを外した。手首を捻るカーブが投げられず、指先で切るカットボールを得意としたが、当時そのような呼称はなく、本人はカーブと呼んでいた。後に球速のある横のカーブを習得するが、実はスライダーであった。スライダーの元祖は巨人の藤本英雄とされ、実は服部のほうが早かったことになるが、服部は「どうでもいいこと。必死にやっただけだから」と語る。選手不足のため登板しない日は捕手としても出場し、この年から5年連続10勝以上を記録。1949年は孤軍奮闘の24勝、1950年にはエース・杉下茂に次ぐ21勝の活躍を見せた。1951年には三塁手に転向し、1952年8月2日の巨人戦（中日）では球団初の代打逆転満塁本塁打を別所毅彦から左越えに放つ。その後にリリーフで登板し、勝利投手になる離れ業を演じた。この日は15時3分に試合が始まり、記録には快晴、炎暑とある。先発の杉下が4イニング5失点と珍しくKOされ、3点を追う6回1死に別所から左越えに打ち込む。その後は投球練習もせずにそのままマウンドへ上がり、3イニングを1安打無失点に抑えて11勝目を挙げた。1953年は初めて未勝利に終わったが、1954年には6勝を挙げて球団初のリーグ制覇・日本一に貢献。1955年からはコーチを兼任し、1956年にはコーチ専任となるが、1957年に現役復帰。1958年1月10日には助監督兼任となったが世代交代のあおりを受け、同年限りで西沢道夫と共に現役を引退。
引退から2年後の1960年3月20日に引退試合が行われ、代打でライトフライに終わった。その後はフジテレビ・ニッポン放送・文化放送解説者を経て、中日の二軍監督（1977年）・スカウトを務めた。
1991年12月5日22時28分に心不全のため東京都青梅市内の病院で死去。71歳没。

## エピソード
- 杉下は5歳下ながら、親しみを込めて「はっちゃん」と呼んでいた。日本一になった年は主将も務め、鉄人ぶりに「こって牛」とも呼ばれていた[6]。
- 現役時代の背番号10は永久欠番で、中日ではこのほか西沢が着用した15番のみが指定されている。杉下は中利夫・高木守道・大島宏彦（中日新聞社最高顧問、元中日球団名誉オーナー）との対談（司会：木俣達彦）で「1958年限りで服部・西沢と自分に対し『チームの若返りのために30歳以上の選手たちを辞めさせるための妥協点』として永久欠番指定が打診されたが、自分（20番）は監督として引き続きユニホームを着るため固辞した。その上で服部・西沢の2人については永久欠番指定に加え、オープン戦で引退試合を開催することを条件に現役引退を受け入れさせた」と述べている[9]。

## 詳細情報

### 年度別打撃成績
| 年 度      | 球 団                            | 試 合 | 打 席 | 打 数 | 得 点 | 安 打 | 二 塁 打 | 三 塁 打 | 本 塁 打 | 塁 打 | 打 点 | 盗 塁 | 盗 塁 死 | 犠 打 | 犠 飛 | 四 球 | 敬 遠 | 死 球 | 三 振 | 併 殺 打 | 打 率 | 出 塁 率 | 長 打 率 | O P S |
| ---------- | -------------------------------- | ----- | ----- | ----- | ----- | ----- | -------- | -------- | -------- | ----- | ----- | ----- | -------- | ----- | ----- | ----- | ----- | ----- | ----- | -------- | ----- | -------- | -------- | ----- |
| 1939       | 名古屋 中部日本 中日 名古屋 中日 | 68    | 186   | 165   | 16    | 34    | 5        | 0        | 3        | 48    | 11    | 7     | --       | 1     | 0     | 20    | --    | 0     | 30    | --       | .206  | .292     | .291     | .583  |
| 1940       | 名古屋 中部日本 中日 名古屋 中日 | 37    | 89    | 82    | 5     | 9     | 0        | 0        | 0        | 9     | 4     | 2     | --       | 0     | 0     | 7     | --    | 0     | 17    | --       | .110  | .180     | .110     | .290  |
| 1941       | 名古屋 中部日本 中日 名古屋 中日 | 77    | 314   | 278   | 29    | 54    | 5        | 0        | 8        | 83    | 27    | 3     | --       | 2     | --    | 34    | --    | 0     | 23    | --       | .194  | .282     | .299     | .581  |
| 1946       | 名古屋 中部日本 中日 名古屋 中日 | 76    | 208   | 180   | 32    | 49    | 15       | 0        | 2        | 70    | 19    | 5     | 2        | 1     | --    | 25    | --    | 2     | 16    | --       | .272  | .367     | .389     | .756  |
| 1947       | 名古屋 中部日本 中日 名古屋 中日 | 48    | 109   | 105   | 5     | 18    | 2        | 0        | 2        | 26    | 9     | 5     | 0        | 2     | --    | 2     | --    | 0     | 10    | --       | .171  | .187     | .248     | .435  |
| 1948       | 名古屋 中部日本 中日 名古屋 中日 | 97    | 246   | 227   | 22    | 63    | 11       | 0        | 2        | 80    | 21    | 7     | 1        | 3     | --    | 14    | --    | 2     | 15    | --       | .278  | .325     | .352     | .678  |
| 1949       | 名古屋 中部日本 中日 名古屋 中日 | 81    | 167   | 160   | 21    | 50    | 7        | 1        | 6        | 77    | 25    | 3     | 1        | 3     | --    | 4     | --    | 0     | 10    | --       | .313  | .329     | .481     | .811  |
| 1950       | 名古屋 中部日本 中日 名古屋 中日 | 63    | 126   | 120   | 21    | 33    | 4        | 0        | 0        | 37    | 18    | 9     | 0        | 0     | --    | 6     | --    | 0     | 10    | 4        | .275  | .310     | .308     | .618  |
| 1951       | 名古屋 中部日本 中日 名古屋 中日 | 89    | 318   | 287   | 33    | 78    | 5        | 0        | 6        | 101   | 28    | 10    | 7        | 4     | --    | 26    | --    | 1     | 23    | 11       | .272  | .334     | .352     | .686  |
| 1952       | 名古屋 中部日本 中日 名古屋 中日 | 77    | 136   | 116   | 11    | 32    | 6        | 2        | 4        | 54    | 31    | 7     | 1        | 4     | --    | 15    | --    | 1     | 16    | 3        | .276  | .364     | .466     | .829  |
| 1953       | 名古屋 中部日本 中日 名古屋 中日 | 55    | 61    | 54    | 4     | 9     | 0        | 0        | 0        | 9     | 4     | 2     | 0        | 0     | --    | 7     | --    | 0     | 10    | 1        | .167  | .262     | .167     | .429  |
| 1954       | 名古屋 中部日本 中日 名古屋 中日 | 37    | 55    | 49    | 5     | 11    | 0        | 0        | 0        | 11    | 6     | 1     | 0        | 2     | 2     | 2     | --    | 0     | 7     | 0        | .224  | .255     | .224     | .479  |
| 1955       | 名古屋 中部日本 中日 名古屋 中日 | 38    | 40    | 35    | 3     | 6     | 1        | 1        | 0        | 9     | 5     | 0     | 0        | 1     | 0     | 4     | 0     | 0     | 9     | 3        | .171  | .256     | .257     | .514  |
| 1957       | 名古屋 中部日本 中日 名古屋 中日 | 7     | 8     | 7     | 0     | 1     | 0        | 0        | 0        | 1     | 0     | 0     | 0        | 0     | 0     | 1     | 0     | 0     | 1     | 0        | .143  | .250     | .143     | .393  |
| 1958       | 名古屋 中部日本 中日 名古屋 中日 | 2     | 2     | 2     | 0     | 0     | 0        | 0        | 0        | 0     | 0     | 0     | 0        | 0     | 0     | 0     | 0     | 0     | 1     | 0        | .000  | .000     | .000     | .000  |
| 通算：15年 | 通算：15年                       | 852   | 2065  | 1867  | 207   | 447   | 61       | 4        | 33       | 615   | 208   | 61    | 12       | 23    | 2     | 167   | 0     | 6     | 198   | 22       | .239  | .304     | .329     | .633  |

- 各年度の太字はリーグ最高
- 名古屋（名古屋軍）は、1944年に産業に、1946年に中部日本に、1947年に中日（中日ドラゴンズ）に、1951年に名古屋（名古屋ドラゴンズ）に、1954年に中日（中日ドラゴンズ）に球団名を変更

### 年度別投手成績
| 年 度     | 球 団                     | 登 板 | 先 発 | 完 投 | 完 封 | 無 四 球 | 勝 利 | 敗 戦 | セ 丨 ブ | ホ 丨 ル ド | 勝 率 | 打 者 | 投 球 回 | 被 安 打 | 被 本 塁 打 | 与 四 球 | 敬 遠 | 与 死 球 | 奪 三 振 | 暴 投 | ボ 丨 ク | 失 点 | 自 責 点 | 防 御 率 | W H I P |
| --------- | ------------------------- | ----- | ----- | ----- | ----- | -------- | ----- | ----- | -------- | ----------- | ----- | ----- | -------- | -------- | ----------- | -------- | ----- | -------- | -------- | ----- | -------- | ----- | -------- | -------- | ------- |
| 1946      | 中部日本 中日 名古屋 中日 | 37    | 14    | 11    | 0     | 2        | 14    | 7     | --       | --          | .667  | 874   | 204.0    | 192      | 13          | 93       | --    | 1        | 76       | 1     | 0        | 100   | 85       | 3.75     | 1.40    |
| 1947      | 中部日本 中日 名古屋 中日 | 39    | 20    | 13    | 4     | 1        | 16    | 12    | --       | --          | .571  | 982   | 247.1    | 185      | 7           | 69       | --    | 2        | 71       | 0     | 0        | 72    | 50       | 1.81     | 1.03    |
| 1948      | 中部日本 中日 名古屋 中日 | 44    | 31    | 23    | 2     | 3        | 16    | 19    | --       | --          | .457  | 1237  | 302.0    | 279      | 9           | 76       | --    | 5        | 104      | 1     | 2        | 118   | 87       | 2.59     | 1.18    |
| 1949      | 中部日本 中日 名古屋 中日 | 44    | 30    | 24    | 3     | 8        | 24    | 10    | --       | --          | .706  | 1194  | 290.2    | 289      | 18          | 61       | --    | 1        | 105      | 0     | 1        | 120   | 97       | 3.00     | 1.20    |
| 1950      | 中部日本 中日 名古屋 中日 | 41    | 24    | 17    | 4     | 4        | 21    | 7     | --       | --          | .750  | 999   | 238.1    | 242      | 11          | 54       | --    | 1        | 101      | 3     | 0        | 90    | 78       | 2.94     | 1.24    |
| 1951      | 中部日本 中日 名古屋 中日 | 5     | 5     | 2     | 1     | 0        | 2     | 2     | --       | --          | .500  | 156   | 35.2     | 39       | 1           | 11       | --    | 0        | 9        | 0     | 0        | 19    | 16       | 4.00     | 1.40    |
| 1952      | 中部日本 中日 名古屋 中日 | 23    | 22    | 8     | 1     | 2        | 13    | 1     | --       | --          | .929  | 575   | 139.2    | 145      | 4           | 26       | --    | 0        | 37       | 3     | 1        | 46    | 40       | 2.57     | 1.22    |
| 1953      | 中部日本 中日 名古屋 中日 | 8     | 6     | 0     | 0     | 0        | 0     | 3     | --       | --          | .000  | 134   | 31.0     | 31       | 1           | 10       | --    | 1        | 6        | 0     | 0        | 19    | 14       | 4.06     | 1.32    |
| 1954      | 中部日本 中日 名古屋 中日 | 17    | 12    | 4     | 0     | 2        | 6     | 3     | --       | --          | .667  | 346   | 85.2     | 81       | 4           | 9        | --    | 2        | 30       | 0     | 0        | 29    | 24       | 2.51     | 1.05    |
| 1955      | 中部日本 中日 名古屋 中日 | 1     | 1     | 0     | 0     | 0        | 0     | 1     | --       | --          | .000  | 10    | 2.0      | 3        | 0           | 0        | 0     | 0        | 1        | 0     | 0        | 2     | 1        | 4.50     | 1.50    |
| 通算:10年 | 通算:10年                 | 259   | 165   | 102   | 15    | 22       | 112   | 65    | --       | --          | .633  | 6507  | 1576.1   | 1486     | 68          | 409      | 0     | 13       | 540      | 8     | 4        | 615   | 492      | 2.81     | 1.20    |

- 各年度の太字はリーグ最高
- 中部日本は、1947年に中日（中日ドラゴンズ）に、1951年に名古屋（名古屋ドラゴンズ）に、1954年に中日（中日ドラゴンズ）に球団名を変更

### タイトル
- 本塁打王：1回 （1941年）

### 背番号
- 10 （1939年 - 1941年、1946年 - 1958年、1977年）（永久欠番）